# Virtua Tennis
Virtua Tennis (Power Smash in Japan) ist eine Reihe von Tennis-Computerspielen. Der gleichnamige erste Teil erschien 1999. Das von der (der Sega nahestehenden) Firma Hitmaker (ehemals AM3) entwickelte Spiel wurde zuerst als Arcade-Version veröffentlicht. Im Jahre 2000 erschien eine Version für die Dreamcast. 2002 folgte eine Portierung auf Windows und 2003 erschien eine spezielle Version für den Nokia N-Gage.

## Spielablauf
Es ist ein relativ einfach aufgebautes Tennisspiel. Die Spielhallenversion besaß nur wenige Spielmodi, wie beispielsweise ein Turnierspiel. Ab der Konsolenumsetzung erfolgte die Implementierung eines Karrieremodus. Im Gegensatz zum Original konnten die Umsetzungen statt zu zweit, von bis zu vier Spielern bedient werden. Das Spiel kommt neben den Bewegungstasten mit nur zwei weiteren Knöpfen aus und ist somit sehr schnell erlernbar.

## Spiele

### Virtua Tennis

#### Tennisspieler
Für das Spiel wurden einige bekannte Tennisspieler lizenziert. Auf Damentennis wurde komplett verzichtet.
- Jim Courier
- Tommy Haas
- Tim Henman
- Thomas Johansson
- Jewgeni Kafelnikow
- Carlos Moyá
- Mark Philippoussis
- Cédric Pioline

### Virtua Tennis 2
Portierungen gab es zusätzlich für die PlayStation 2.

#### Tennisspieler
| - Herren - Patrick Rafter - Tim Henman - Cédric Pioline - Jewgeni Kafelnikow - Tommy Haas - Thomas Enqvist - Magnus Norman - Carlos Moyá | - Damen - Venus Williams - Serena Williams - Lindsay Davenport - Monica Seles - Mary Pierce - Arantxa Sánchez Vicario - Jelena Dokić - Alexandra Stevenson |

### Virtua Tennis: World Tour
Version für die PlayStation Portable

#### Tennisspieler
| - Herren - Andy Roddick - David Nalbandian - Juan Carlos Ferrero - Lleyton Hewitt - Sébastien Grosjean - Tim Henman - Tommy Haas - Roger Federer - Rafael Nadal | - Damen - Amélie Mauresmo - Daniela Hantuchová - Lindsay Davenport - Marija Scharapowa - Nicole Vaidišová - Venus Williams |

### Virtua Tennis 3
Virtua Tennis 3 erschien im März 2007 in Deutschland für Spielhallen, die Konsolen Xbox 360 und PlayStation 3 sowie den PC (Windows) und die PlayStation Portable.
Einzig die Xbox-360-Version verfügt über einen netzwerkfähigen Mehrspieler-Modus, bei allen anderen Versionen wurde dieser nicht mit ausgeliefert.

### Virtua Tennis 2009
Virtua Tennis 2009 erschien am 29. Mai 2009 für PlayStation 3 und die Xbox 360. Die Variante für die Nintendo Wii und den PC (Windows) erschien im Juni 2009.

#### Tennisspieler
| - Herren - Andy Roddick - David Nalbandian - Juan Carlos Ferrero - Tommy Haas - Roger Federer - Rafael Nadal - Novak Đoković - Andy Murray - James Blake - David Ferrer - Mario Ančić - Boris Becker (muss freigespielt werden) - Stefan Edberg (muss freigespielt werden) - Tim Henman (muss freigespielt werden) | - Damen - Amélie Mauresmo - Daniela Hantuchová - Lindsay Davenport - Marija Scharapowa - Nicole Vaidišová - Venus Williams - Ana Ivanović - Swetlana Kusnezowa - Anna Tschakwetadse |

Neben den oben erwähnten Spielern gibt es noch zwei freischaltbare Fantasie-Charakter „Duke“ und „King“.

### Virtua Tennis 4
Der bislang letzte Teil der Serie, Virtua Tennis 4, erschien 2011 für PlayStation 3, Xbox 360, Microsoft Windows, Wii und PlayStation Vita. Im Falle der PlayStation Vita handelt es sich um die einzig verfügbare Tennis-Simulation (Stand: Juni 2017).